# Pirfenidona
Pirfenidona é um fármaco utilizado para o tratamento da fibrose pulmonar idiopática. Atua reduzindo a fibrose pulmonar através da regulação negativa da produção de fatores de crescimento e procolágenos I e II.
Foi desenvolvido por várias empresas em todo o mundo, incluindo o detentor da patente original, Marnac, InterMune Inc. (atualmente pertencente a Roche), Shionogi Ltd. e GNI Group Ltd. Em 2008, foi aprovado pela primeira vez no Japão para o tratamento de pacientes com fibrose pulmonar idiopática após ensaios clínicos, sob o nome comercial de Pirespa por Shionogi. Em  2010, a empresa indiana Cipla lançou o Pirfenex. Em 2011, foi aprovado para uso na Europa para fibrose pulmonar idiopática sob o nome comercial Esbriet; foi aprovado no Canadá em 2012 sob o nome comercial Esbriet; e foi aprovado nos Estados Unidos em 2014 sob o mesmo nome. Em 2011, a Administração Estatal Chinesa de Alimentos e Medicamentos forneceu à GNI Group Ltd a aprovação de novos medicamentos da pirfenidona na China, e, posteriormente, fabricaram a aprovação em 2013 sob o nome comercial de Etuary.
Em 2014 foi aprovado no México sob o nome KitosCell LP, indicado para fibrose pulmonar e fibrose hepática. Existe também uma forma tópica criada para o tratamento de processos anormais de cicatrização de feridas.

## Usos médicos
Na Europa, a pirfenidona é indicada para o tratamento da fibrose pulmonar idiopática ligeira a moderada. Foi aprovado pela Agência Europeia de Medicamentos em 2011. Em 2008, foi aprovado para uso no Japão, na Índia em 2010 e na China em 2011 (lançamento comercial em 2014). Em 2014, foi aprovado para venda nos Estados Unidos.
No México, foi aprovado em forma de gel  para o tratamento de cicatrizes e tecido fibrótico  e provou ser eficaz no tratamento de úlceras cutâneas.